# Uniwersytet w Bihaciu
Uniwersytet w Bihaciu (bośn. Univerzitet u Bihaću) – bośniacka publiczna uczelnia wyższa, zlokalizowana w Bihaciu.

## Historia
Za początek szkolnictwa wyższego w Bihaciu przyjmuje się rok 1970, w którym założono tu filię Wyższej Szkoły Technicznej w Karlovacu. W 1975 roku powstał na niej Wydział Inżynierii Mechanicznej, a w 1979 Wydział Włókiennictwa, a także Szkoła Ekonomiczna. 
W 1993 roku, w czasie wojny w Bośnie i Hercegowinie, w Bihaciu utworzono Akademię Pedagogiczną, a dwa lata później Islamską Akademię Pedagogiczną.
Samodzielny uniwersytet został utworzony 28 lipca 1997 roku.

## Struktura organizacyjna
W ramach uczelni funkcjonują następujące jednostki:
- Koledż Pielęgniarstwa
- Wydział Biotechnologii
- Wydział Ekonomii
- Wydział Pedagogiki Islamskiej
- Wydział Prawa
- Wydział Pedagogiki
- Wydział Inżynierii